# José Sand
José Gustavo „Pepe” Sand (ur. 17 lipca 1980 w Bella Vista) – argentyński piłkarz występujący najczęściej na pozycji napastnika, obecnie zawodnik CA Lanús.